# Heidens Kerkje
Het Heidens Kerkje was een kerkgebouw in de Nederlandse plaats Westwoud (provincie Noord-Holland) en is de voorganger van de thans in gebruik zijnde Hervormde kerk.

## Geschiedenis
De tufstenen kerk werd volgens de plaatselijke overlevering al in 333 opgeleverd, een ingemetselde steen scheen namelijk dit jaartal te vermelden. In 1875 wordt deze mythe door de rijksadviseurs van de monumentenzorg echter stellig ontkracht. Een vermoedelijk weggesleten ‘1’, die op de steen vóór ‘333’ heeft gestaan, verklaart deze verkeerde veronderstelling: de stichtingsdatum is 1333 geweest. 
In 1874 besluit het kerkbestuur een nieuw kerkgebouw te laten verrijzen, dat centraler zal komen te liggen dan het toenmalige kerkje. De laatste wordt, naast de niet geringe afstand tot het dorp, te armoedig en te bouwvallig bevonden; vooral de klokkenstoel verkeert in een zodanige staat van verval dat deze terstond moet worden vervangen. De voorganger van de Rijksdienst voor Cultureel Erfgoed dringt er echter bij het kerkbestuur op aan in ieder geval (een deel van) de noordelijke steunmuur te sparen, aangezien men graag iets van dit charmant gelegen middeleeuwse kerkje wil behouden, desnoods in ruïnevariant. Helaas wordt er geen gehoor aan gegeven: eind 1875 worden de kerk en diens bouwmaterialen geveild waarna het geheel wordt gesloopt, met uitzondering van de fundamenten die men tot op heden net onder het maaiveld kan aantreffen.

## Naamgeving
De kerk werd het Heidens Kerkje genoemd omdat in de strenge winter van 1725/26 een groep zigeuners van vermoedelijk Hongaarse afkomst in Westwoud neerstreek en in de kerk tijdelijk onderdak vond. Het verhaal gaat zelfs dat er op een nacht “een kleine Maygaar” in de kerk werd geboren. De Westwoudse bevolking stond deze bezetting mede door de extreme weersomstandigheden oogluikend toe en sindsdien spreekt men over het Heidens Kerkje, en thans het Heidens Kerkhof.

## Architectuur

### Exterieur
Afgaande op oude prenten uit de 18e eeuw en een rapport opgesteld door het College van Rijksadviseurs voor de Monumenten voorafgaand aan de sloop, kan worden opgemaakt dat het kerkje was opgetrokken uit tufsteen en een houten klokkenstoel boven het westelijk hoofdportaal was geplaatst. De kerk was op het oosten gericht, zoals zoveel kerken van vóór de Reformatie.

### Interieur
Er is nagenoeg niets bekend over het interieur, maar hetzelfde rapport van de rijksadviseurs meldt dat het altaar van eenzelfde leeftijd was als de kerk. Enige objecten zijn meegenomen naar de nieuwe kerk, zoals een koperen lessenaar, een kerkbank en de luidklok. Bovendien zijn een aantal zerken hergebruikt in de vloer van de nieuwe kerk. 

## Situering ten opzichte van het dorp Westwoud
Opvallend is de locatie waar het kerkje heeft gestaan. Deze lag namelijk niet aan de dorpsstraat van Westwoud zelf, maar noordelijk van het dorpslint de Streek af, op de hoek van de Oudijk en het Laantje. Zoals de naam al aangeeft is de Oudijk een oude dijk, die via het slotenpatroon te vervolgen is in oostelijke richting naar de Kadijken ten noorden van Enkhuizen.
Archeologisch onderzoek heeft aangetoond dat West-Friesland ruwweg vanuit Medemblik is ontgonnen. In de loop der eeuwen is de voorste “ontginningslinie” steeds stapsgewijs verder zuidwaarts komen te liggen tot eerst de lijn Oudijk/Kadijk en later de plek waar nu de Streek ligt. Men moge aannemen dat het middeleeuwse tufstenen kerkje dus indertijd centraler heeft gelegen ten opzichte van het dorp, dus dat de bebouwing vooral aan de Oudijk gelegen heeft. In het oostelijke deel van de Oudijk/Kadijk zijn een aantal dijkdoorbraakgaten aanwezig, de Weelen, waar het huidige daar aanwezige natuurgebied naar vernoemd is. Het lijkt er dus op dat na deze serie van overstromingen de bebouwing op de lijn Oudijk is gesloopt en dat de mensen hun huizen herbouwd hebben in de Streek. 
Daarnaast zijn ook restanten van een vergelijkbare kerk teruggevonden op de kruising van de Oudedijksloot en de Kerksloot van het naastgelegen Hoogkarspel, die tegenwoordig geheel in het polderlandschap ligt.

## Het Heidens Kerkhof
Na de sloop werd het omgrachte kerkterrein omgevormd tot algemene begraafplaats, en een sierhekwerk (gelijk aan dat van de huidige kerk in Westwoud en aan het hekwerk op de begraafplaats te Binnenwijzend) sluit de begraafplaats af. Een aantal monumentale bomen omzomen de kleine begraafplaats. Eén monumentale plataan stond er reeds voor de sloop van het kerkje en is zeer waarschijnlijk al op oude prenten van Cornelis Pronk en Hendrik Tavenier te bewonderen.

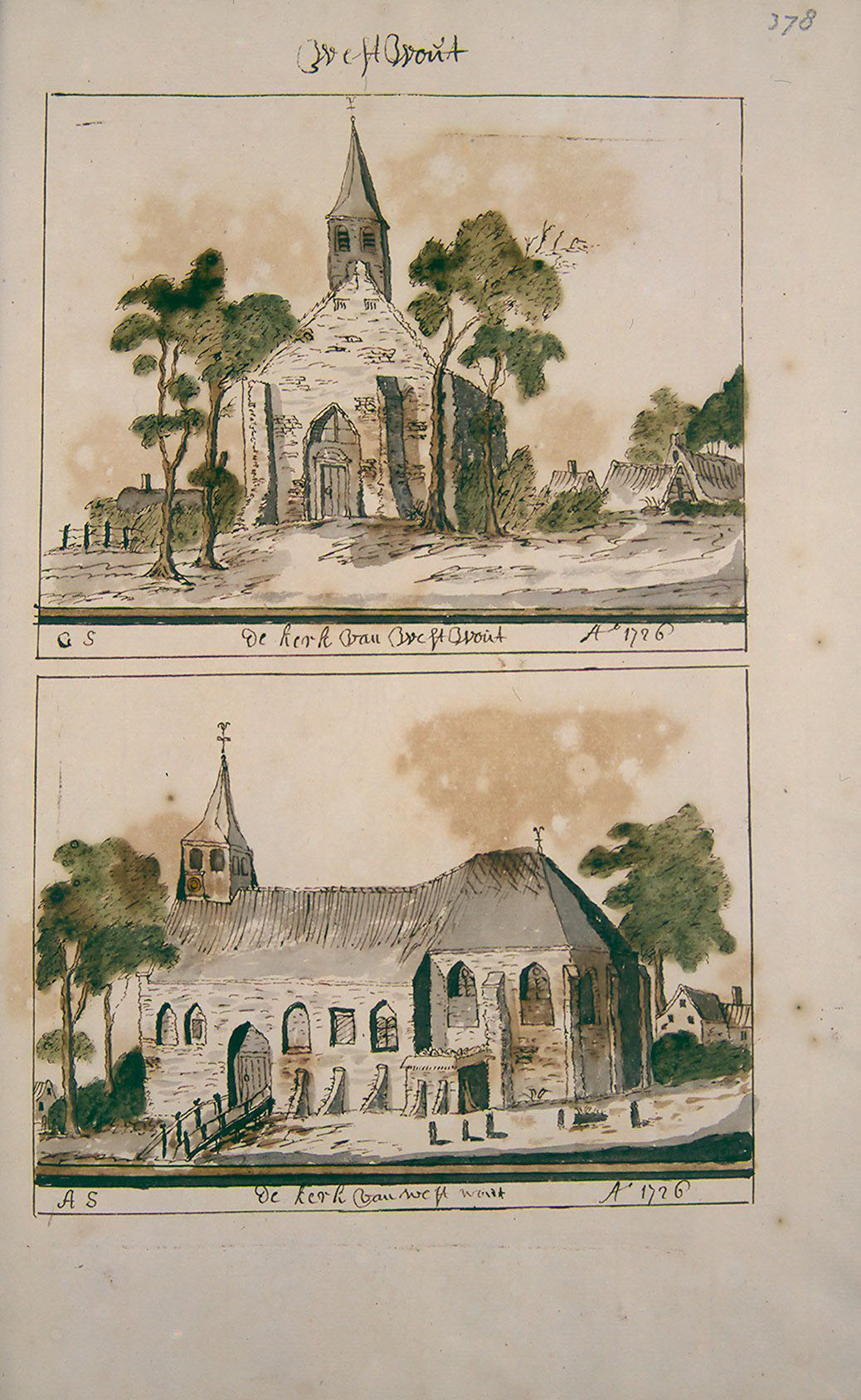
Heidens Kerkje gezien vanuit het westen (boven) en zuiden (onder)
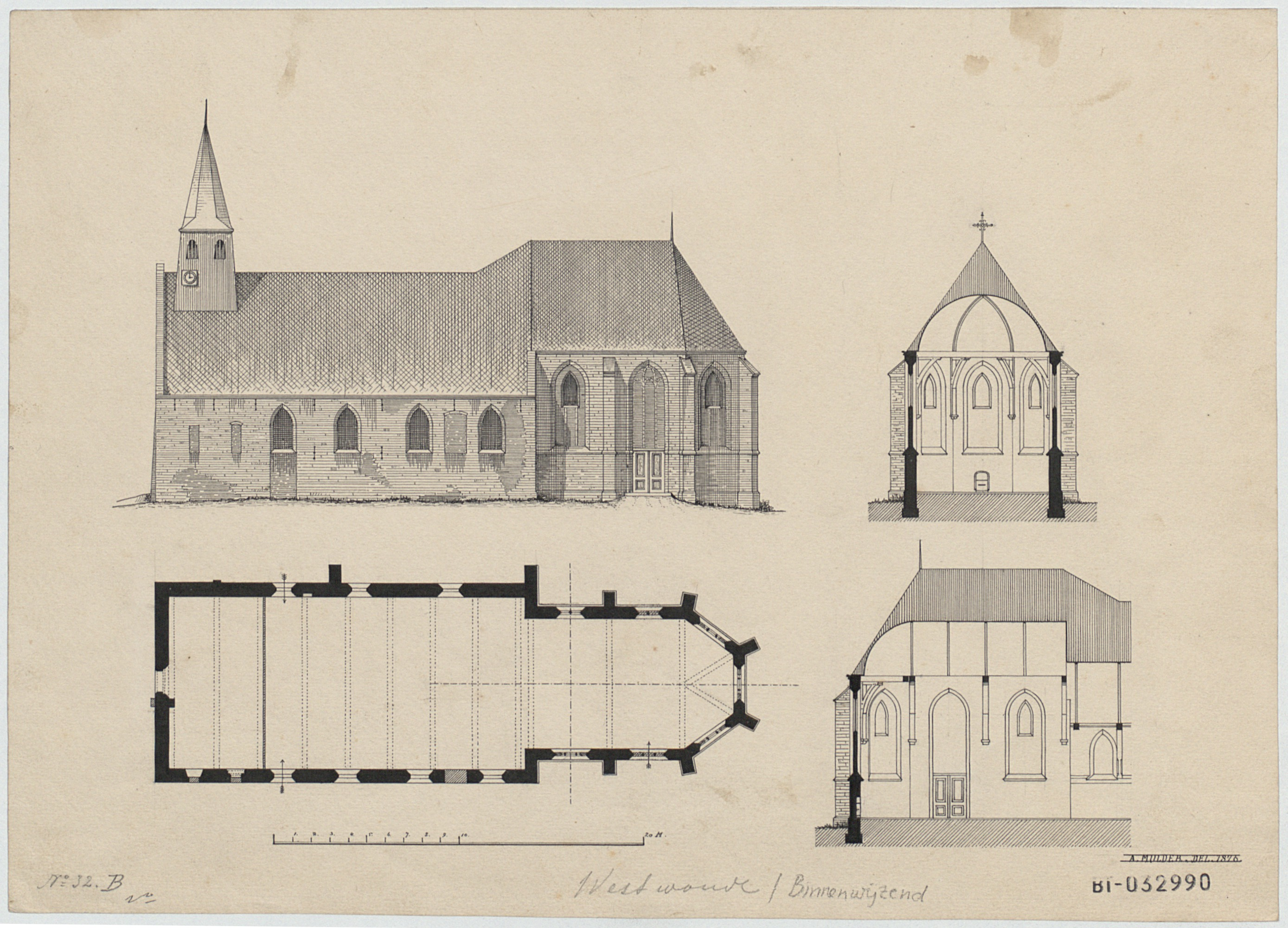
Tekening gemaakt in opdracht van het College van Rijksadviseurs voor de Monumenten door Adolf Muller na een bezoek in 1875.
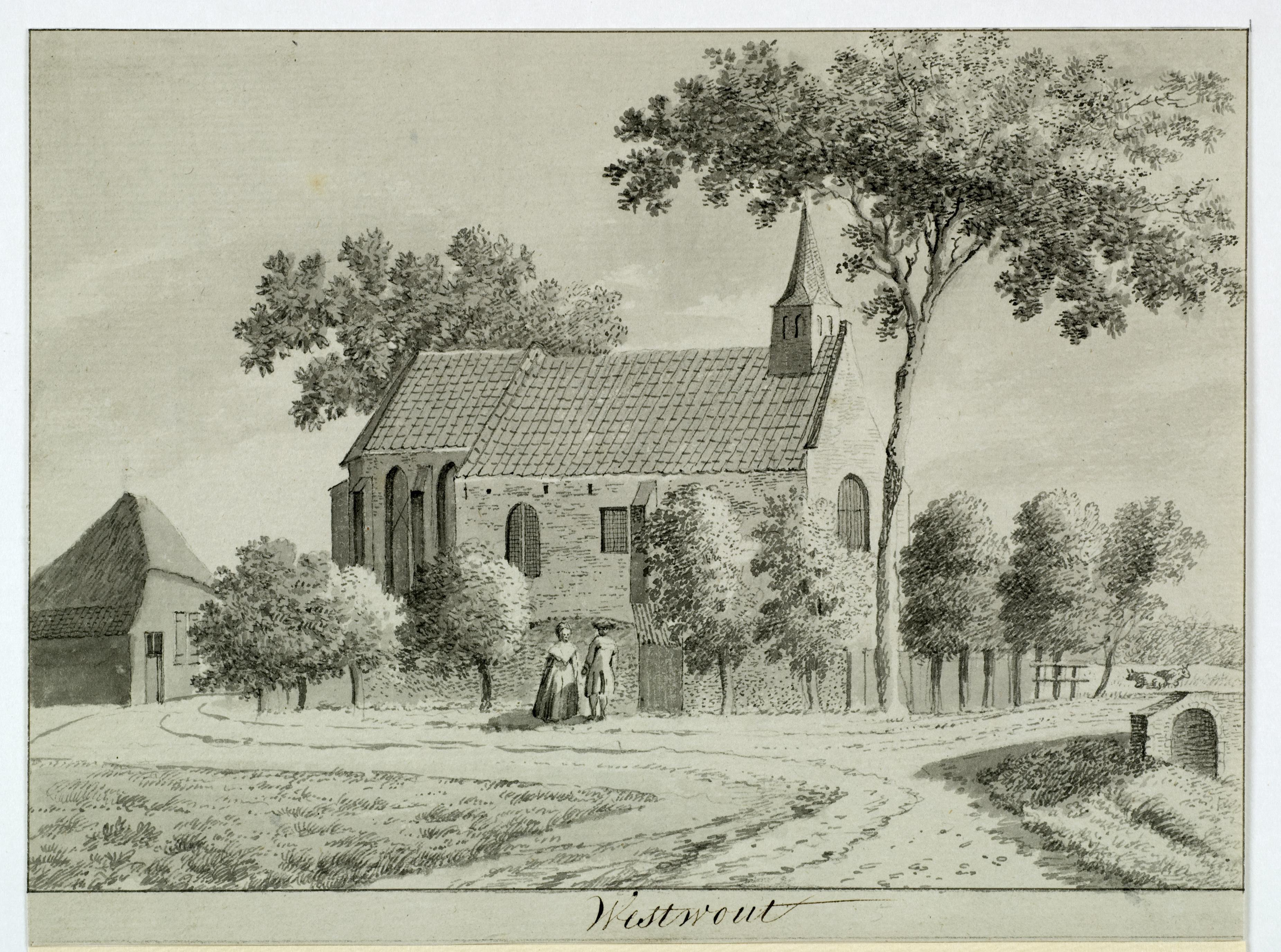
Tekening vervaardigd door H. Tavenier in 1785 met achter de kerk mogelijk de plataan die nog steeds op het Heidens Kerkhof staat.